# Japanische Kalenderkunde

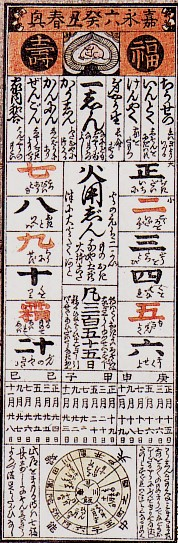
Vorschau auf das Jahr 1853
Pfosten-Kalender (柱暦)

Japanische Kalenderkunde (japanisch 暦学, rekigaku, 歴道, rekidō) stellt einerseits astronomische Daten wie Mondphasen für das Jahr zusammen. Darüber hinaus gibt sie die aus China übernommenen Kombinationen der Himmelsstämme und Erdzweige (干支, kanshi) und andere astrologischen Folgen an, aus denen die Gunst bzw. Ungunst (吉凶, kitsukyō) von Tagen und Stunden zu entnehmen ist. Die einfachste Publikationsform ist ein Merkblatt, aber es gibt auch Kalenderbücher (歴本, rekihon, goyomi-hon). Diese Kalenderkunde seit der Mitte der Edo-Zeit sehr populär, sie wird aber auch heute noch zu Rate gezogen.

## Kalenderbücher

### Ise goyomi-hon
In der Edo-Zeit war das Ise goyomi-hon (伊勢暦本) besonders verbreitet. Es wurde von besonderen Priestern (御師, oshi) erarbeitet. Diese waren ursprünglich die auf Abe no Seimei zurückgehende und Ommyōdō-Mystik (inkl. Astrologie) spezialisierte Tsuchimikado-Familie (土御門) in Kyoto.
Unter den astronomischen Angaben war der Monatsbeginn bei Neumond besonders wichtig. Da dieser wegen der wechselnden Umlaufgeschwindigkeit des Mondes mal nach 28, mal nach 29 Tagen in unregelmäßiger Weise erfolgt, waren diese Angaben der kurzen und langen Monate für die Terminabsprache usw. besonders nützlich. Um mit dem Sonnenjahr im Takt zu bleiben, musste zudem nach zwei Jahren ein Schaltmonat (売る月曜) an der richtigen Stelle eingeschoben werden. Populär waren dazu auch Farbholzschnitte, in denen die kurzen und langen Monate als Zahlen versteckt in das Bild eingearbeitet waren, die sogenannten e-goyomi (絵暦). Für neuere Ausgaben solcher Bücher werden die astronomischen Grundlagen seit 1888 von der Sternwarte Kyoto geliefert.

### Jingūkan katei goyomi
Ein modernes Goyomihon wird von dem Tōkyō Jingūkan herausgegeben. Es enthält für das laufende Jahr sowie für jeden Monat Angaben, die der korrekten räumlichen und zeitlichen Orientierung dienen. Darüber hinahs enthält der Kalender auch Angaben zur Wahrsagerei anhand von Gesichtszügen (人相, ninsō) bzw. anhand von Handlinien (手相, tesō), gibt er Ratschläge für Hochzeit, Begräbnis und Gesundheit.

## Sechs-Tage-Folge
Unter den Angaben, die einen Kalendertag charakterisieren, zusammenhängen, werden heute vor allem noch die Rokuyō (六曜), auch Rokki (六輝) oder Sukuyō (宿曜) beachtet und sind in vielen japanischen Kalendern aufgeführt. Die Rokuyō sind eine Folge von sechs Tagen und ihren Tageszeiten, die seit der Mitte des 14. Jahrhunderts, aus China übernommen, auch in Japan beachtet wurden. Ursprünglich hatten sie die Bezeichnung Taian (大安), Ryūren (留連), Sokuki (速喜), Shakkō (赤口), Shōkitsu (将吉) und Kūbō (空亡). Später änderte man die Bezeichnungen und auch die Reihenfolge, bis sich in der Tempō-Zeit (1830–1844) die heutige Form (s. u.) etablierte. Das war auch die Zeit, ab der die allgemeine Verbreitung stattfand.
1. Senshō (先勝) – „Zuerst Gewinn“. Vormittags günstig, nachmittags ungünstig. Morgens sollte man alles schnell erledigen.
2. Tomobiki (友引) – „Freund ziehend“. Morgens und abends günstig, die Mittagszeit ist ungünstig. An diesen Tagen sollten keine Begräbnisse stattfinden.
3. Sempu (先負) – „Zuerst Verlust“. Vormittags ungünstig, nachmittags günstig. An diesen Tagen sollten keine dringenden oder schwierigen Geschäfte ausgeführt werden. Der Nachmittag ist etwas besser.
4. Butsumetsu (仏滅) – „Buddhas Untergang“. Ein schlechter Tag für jegliche Art von Aktivitäten. Ungünstig für Geschäftseröffnungen.
5. Taian, auch Daian (大安) – „Großer Friede“. Ein guter Tag für jegliche Art von Aktivitäten, für Feiern, insbesondere für Hochzeitsfeiern, Schreinbesuche (宮参り, miyamairi).
6. Shakkō, auch Shakku (赤口) – „Roter Mund“. Ein schlechter Tag in jeder Hinsicht mit Ausnahme der Mittagszeit.

Die Tage folgen wie angegeben aufeinander. Die laufende Folge wird aber, dem japanischen Mondkalender folgend, am 1. Tag des Mond-Monats wie folgt neu begonnen:
Am 1. Tag des 1. und 7. Monats beginnt die Folge mit Senshō

Am 1. Tag des 2. und 8. Monats beginnt die Folge mit Tomobiki

Am 1. Tag des 3. und 9. Monats beginnt die Folge mit Sempu

Am 1. Tag des 4. und 10. Monats beginnt die Folge mit Butsumetsu

Am 1. Tag des 5. und 11. Monats beginnt die Folge mit Taian

Am 1. Tag des 6. und 12. Monats beginnt die Folge mit Shakkō
Vor allem Hochzeiten werden an einem Tag gefeiert, der als Taian deklariert ist.

## Neun-Sterne-Folge

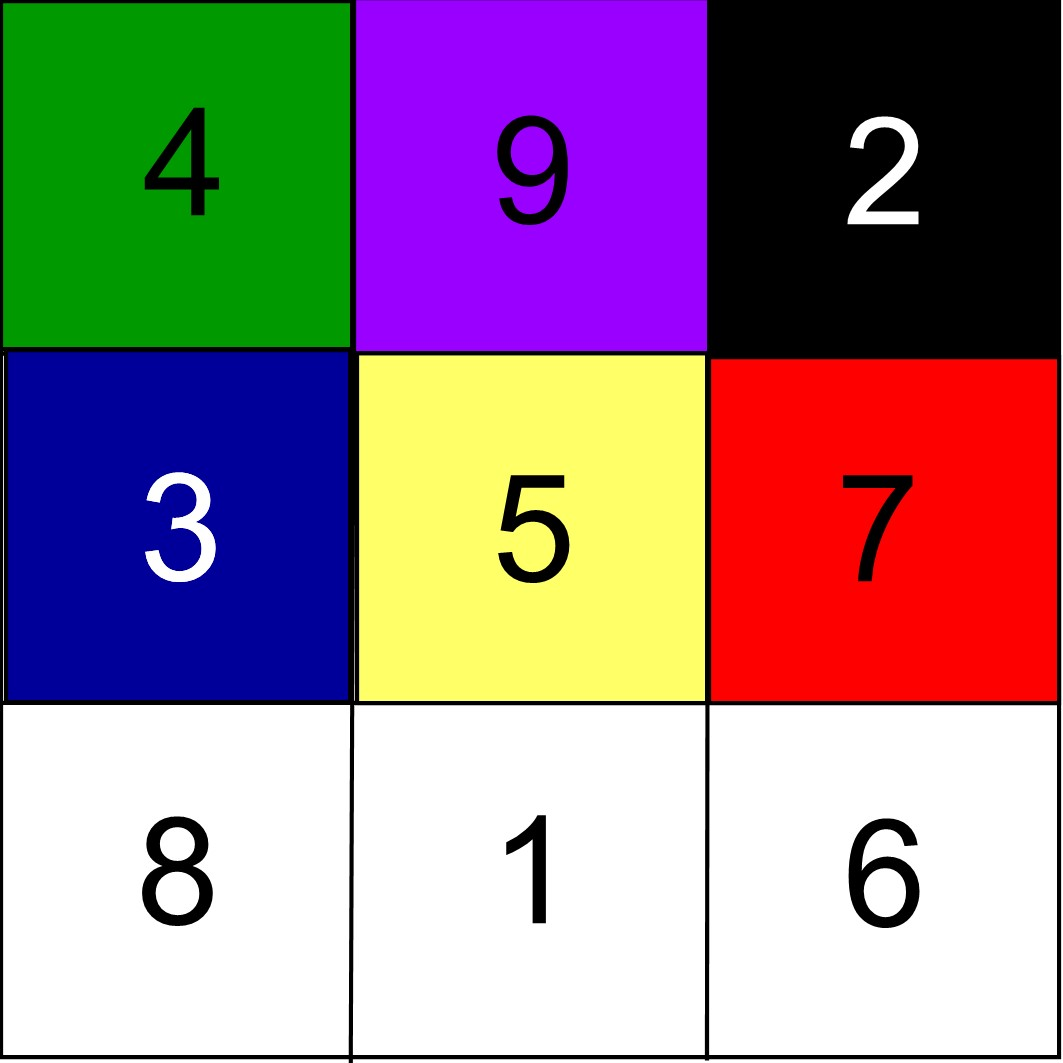
Neun Sterne

Die Neun-Sterne-Folge (九星, kyūsei, kusei) stammt aus dem chinesischen Volksglauben. Sie umfasst eine Kurzbenennung, die aus den Zahlen 1 bis 9 und einer von sieben Farben besteht: Eins-Weiß (一白 Ippaku), Zwei-Schwarz (二黒, Jikoku), Drei-Blau (三碧, Sampeki), Vier-Grün (四緑, Shiroku), Fünf-Gelb (五黄, Goō), Sechs-Weiß (六白, Roppaku), Sieben-Rot (七赤, Shichiseki), Acht-Weiß (八白, Happaku), Neun-Purpur (九紫, Kyūshika). Die Sterne werden in Form eines Magischen Quadrates angeordnet. Gelb ist dabei ausgezeichnet als Farbe der Mitte.
Die Neun Sterne lassen sich Monaten, Tagen, Stunden und auch den Himmelsrichtungen zuordnen. Die Zuordnung zu den Tagen folgt folgender Regel: Nach der Wintersonnenwende werden die Neun Sterne aufwärts gezählt, nach der Sommersonnenwende abwärts. Mit Hilfe des chinesischen Wahrsagebuches "Qi Men Dun Jia" folgen gute und schlechte Tage für Geschäfte und andere Aktivitäten aufeinander.

## Kalendereinträge im Mai 2011
| Dienstag, 3. Mai 2011   | 火 = 火曜日 = Dienstag 憲法記念日 (Kempō kinenbi) = Tag der Verfassung (Gesetzlicher Feiertag) 三りんぼう = 三隣亡 (Sanrinbō) = An diesem Tag kann ein Hausbau zum Brand bis drei Häuser in der Nachbarschaft führen. 七赤 (Shichiseki) s. Neun-Sterne-Folge \| 仏滅 (Butsumetsu) s. Sechs-Tage-Folge つちのえ = 戊 = Älterer Bruder des Elements Erde \| うま = 午 = Pferd (astrologisch) 旧4.1. = 1. Tag des 4. Monats des alten Lunisolarkalenders |
| Donnerstag, 5. Mai 2011 | 木 = 木曜日 = Donnerstag こどもの日 (Kodomo no hi) = Tag des Kindes (Gesetzlicher Feiertag) 端午 (Tango) = Knabenfest (früherer Name des Kodomo no hi) 九紫 (Shichiseki) s. Neun-Sterne-Folge \| 赤口 (Shakkō) s. Sechs-Tage-Folge かのえ = 庚 = Älterer Bruder des Elements Feuer \| ひつじ = 未 = Schaf (astrologisch) 旧4.3. = 3. Tag des 4. Monats des alten Lunisolarkalenders                                                                   |
| Dienstag, 10. Mai 2011  | 火 = 火曜日 = Dienstag 愛鳥週間 (Aichō shūkan) = Woche der Liebe zu den Vögeln 旧灌仏 (Kyū kanbutsu) = Buddhas Geburtstag nach dem alten Kalender 五黄 (Goō) s. Neun-Sterne-Folge \| 大安 (Taian) s. Sechs-Tage-Folge きのえ (庚) = Älterer Bruder des Elements Holz \| うし = 丑 = Ochse (astrologisch) 旧4.8. = 8. Tag des 4. Monats des alten Lunisolarkalenders                                                                                   |

Weitere Angaben in den Kalenderbüchern:

## Neun-Tage-Folge
Die Neun-Tage-Folge Kuyō (九曜), auch Kyūyō gelesen, ist eine aus der buddhistischen Kalender-Kunst des alten Indien übernommene Wahrsage-Kunst. Die damals bekannten "Wandelsterne" wurden um zwei erweitert und auf verschiedene Weise mit buddhistischen Heiligen verbunden, von denen hier eine dargestellt ist. Diese Methode von den Wahrsagern des Ommyōdō angepasst.
- Sonnabend (土曜) mit der Heiligen Kannon (聖観音)
- Mittwoch (水曜) mit Miroku bosatsu (弥勒菩薩)
- Donnerstag (木曜) mit Yakushi (薬師)
- Dienstag (火曜) mit Kokūzō bosatsu (虚空蔵菩薩)
- Freitag (金曜) mit Amida (阿弥陀)
- Montag (月曜) mit Seishi bosatsu (勢至菩薩)
- Sonntag (日曜) mit tausendarmiger Kannon (千手観音)
- Stern Keito (計都) mit Shaka (釈迦)
- Stern Rago (羅睺) mit Fudō myōō (不動明王)

## Achtundzwanzig-Häuser-FolgeNijūhasshuku
Bei Achtundzwanzig-Häuser-Folge (二十八宿, nijūhasshuku) handelt sich es um die „28 Häuser“ auf dem Himmelsäquator, die vom Mond (大陰, tai-in) durchlaufen werden. Über den Ursprung dieses Systems gibt es verschiedene Erklärungen. Es wird aber angenommen, dass sich diese Zuordnung einige Jahrhunderte vor der Zeitrechnung etablierte. Alle Häuser sind durch ein Sternbild (距星, kyosei) definiert, die Breite desselben ist aber nicht genau festgelegt. Mit dem Mond werden durchlaufen
- im Osten: Kaku (角), Kō (亢), Tei (氐), Bō (房), Shin (心), Bi (尾), Ki (箕),
- im Norden: To (斗), Gyū (牛), Jo (女), Kyo (虚), Ki (危), Shitsu (室), Heki (壁),
- im Westen: Kei (奎), Rō (婁), I (胃), Bō (昂), Hitsu (畢),Shi (觜), Shin (参),
- im Süden: Sei (井), Ki (鬼), Ryū (柳), Sei (星), Chō (張), Yoku (翼), Shin (軫).